# Horopter
Horopter (iz grških besed horos (meja) in opter (opazovalec) ) je  trirazsežna krivulja, ki pri stereoskopskem gledanju omogoča, da vidimo samo eno sliko. To je tudi geometrijsko mesto točk, ki na obeh mrežnicah očesa dajo anatomsko identične točke. Te točke tvorijo geometrijsko mesto točk, ki dajo enak kot  pri obeh očesih, glede na stalno in fiksirano premico.   
Znana sta dva horopterja:
- teoretični horopter
- empirični horopter

Teoretična horopterja sta dva, ki ju ločimo geometrijsko, v odvisnosti od možnosti vrtenja očesa. Teoretični horopter je vedno krožnica. Polmer te krožnice raste z razdaljo fiksacije na predmet .   
Empirični horopter je definiran z enkratnostjo (ena slika) gledanja. Ta horopter je mnogo večji kot teoretični horopter. Empirični horopter izmerimo v laboratoriju tako, da oko fiksiramo na različne razdalje.
Krivulja horopter je pomembna tudi pri računalniškem vidu, kjer je definirana kot krivulja, ki jo sestavljajo točke v trirazsežnem prostoru z enakimi projekcijami koordinat glede na dve kameri z istimi notranjimi parametri. V splošnem so krivulje dane z zvito krivuljo tretje stopnje (racionalna krivulja v projektivnem 3 razsežnem  prostoru, krivulja ne leži v nobeni ravnini) in imajo obliko x = x(θ), y = y(θ), z = z(θ), kjer so 
x(θ), y(θ), z(θ) polinomi tretje stopnje. V nekaterih degeneriranih primerih se horopter zmanjša v premico in krožnico.